# Liste der Monuments historiques in Vienne-le-Château
Die Liste der Monuments historiques in Vienne-le-Château führt die Monuments historiques in der französischen Gemeinde Vienne-le-Château auf.

## Liste der Immobilien
| Bezeichnung                 | Beschreibung           | Standort                  | Kennzeichnung | Schutzstatus | Datum | Bild           |
| --------------------------- | ---------------------- | ------------------------- | ------------- | ------------ | ----- | -------------- |
| Kirche St-Pierre-et-St-Paul | ab dem 15. Jahrhundert | Place de la Mairie (Lage) | PA00078893    | Classé       | 1922  | weitere Bilder |

## Liste der Objekte
| Bezeichnung           | Beschreibung                                                                                        | Standort                                  | Kennzeichnung | Schutzstatus | Datum | Bild |
| --------------------- | --------------------------------------------------------------------------------------------------- | ----------------------------------------- | ------------- | ------------ | ----- | ---- |
| Orgel                 | Haupteintrag für PM51001687                                                                         | in der Kirche St-Pierre-et-St-Paul (Lage) | PM51001773    | Classé       | 1996  |      |
| Orgelprospekt         | um 1747 von Claude Legros gebaut                                                                    | in der Kirche St-Pierre-et-St-Paul (Lage) | PM51001687    | Classé       | 1996  |      |
| Kruzifix              | Eichenholz, bezeichnet 1745                                                                         | in der Kirche St-Pierre-et-St-Paul (Lage) | PM51002213    | Inscrit      | 1974  |      |
| Marienaltar           | rechter Seitenaltar; Altartisch und Retabel; Marmor, um 1895, Retabel möglicherweise deutlich älter | in der Kirche St-Pierre-et-St-Paul (Lage) | PM51002210    | Inscrit      | 1974  |      |
| Kelch und Patene      | Silber, um 1640                                                                                     | in der Kirche St-Pierre-et-St-Paul (Lage) | PM51001727    | Classé       | 2002  |      |
| Josefsaltar           | linker Seitenaltar; Altartisch und Retabel; Marmor, um 1895, Retabel möglicherweise deutlich älter  | in der Kirche St-Pierre-et-St-Paul (Lage) | PM51002211    | Inscrit      | 1974  |      |
| Zwei Messkännchen (1) | Silber, Ende des 18. Jahrhunderts                                                                   | in der Kirche St-Pierre-et-St-Paul (Lage) | PM51002207    | Inscrit      | 1974  |      |
| Zwei Messkännchen (2) | Zinn, 19. Jahrhundert                                                                               | in der Kirche St-Pierre-et-St-Paul (Lage) | PM51002206    | Inscrit      | 1974  |      |
| Kreuzreliquiar        | Holz, Elfenbein, erste Hälfte des 19. Jahrhunderts                                                  | in der Kirche St-Pierre-et-St-Paul (Lage) | PM51002208    | Inscrit      | 1974  |      |
| Tablett               | Silber, 17. Jahrhundert                                                                             | in der Kirche St-Pierre-et-St-Paul (Lage) | PM51002212    | Inscrit      | 1974  |      |
| Kelch (1)             | Silber, vergoldet, 1850                                                                             | in der Kirche St-Pierre-et-St-Paul (Lage) | PM51003430    | Inscrit      | 2001  |      |
| Monstranz             | Metall, vergoldet, erste Hälfte des 19. Jahrhunderts                                                | in der Kirche St-Pierre-et-St-Paul (Lage) | PM51002209    | Inscrit      | 1974  |      |
| Kelch (2)             | Silber, vergoldet, zwischen 1819 und 1838                                                           | in der Kirche St-Pierre-et-St-Paul (Lage) | PM51003431    | Inscrit      | 2001  |      |